# Appuntamento a Parigi
Appuntamento a Parigi (Three Weeks in Paris) è un romanzo della scrittrice inglese Barbara Taylor Bradford.

## Trama
Per l'ottantacinquesimo compleanno di Anya, maestra di una prestigiosa scuola d'arte di Parigi, viene organizzata una festa alla quale sono invitate anche le sue ex allieve predilette. Queste sono quattro e provengono da paesi diversi: Jessica, Alexandra, Maria e Kay. Tutte decidono di accettare l'invito inatteso ed ognuna di loro ha un secondo motivo per recarsi a Parigi:
- Jessica vuole ritrovare l'uomo amato scomparso nel nulla anni prima;
- Maria vuole scappare dalla famiglia opprimente;
- Alexandra vuole rivedere Tom, il suo ex ragazzo;
- Kay vuole passare una visita da un famoso ginecologo poiché non riesce ad avere bambini.

Le quattro ex colleghe non si vedono da 7 anni, e i loro rapporti sono tesi per colpa di un litigio. Quindi, oltre i loro problemi personali da risolvere, le quattro protagoniste dovranno superare un vecchio diverbio che le ha allontanate. Anya aiuta le ragazze a chiarire facendole incontrare prima della festa.